# 王逈
王逈（？—？年），字士奇，河南开封府尉氏縣人，民籍。明朝政治人物。

## 生平
正德八年（1513年）癸酉科河南乡试舉人，九年（1514年）联捷甲戌科三甲第十四名進士，授直隶徽州府休宁县知县，升泰州知州。

## 家族
曾祖王昇。祖父王拳。父王欽，經歷。母陸氏。具慶下。兄王选，嘉靖二年进士，官應州知州。